# Топачевський Вадим Олександрович
Вади́м Олекса́ндрович Топаче́вський  (16 липня 1930, Черкаси — 9 листопада 2004, Київ) — український зоолог та палеонтолог, теріолог, академік НАН України (1992), професор (1982), доктор біологічних наук (1970). Заслужений діяч науки і техніки України, лауреат премії імені І. І. Шмальгаузена НАН України (1994).

## Біографія
Народився 16 липня 1930 року у Черкасах. Навчався на біологічному факультеті Київського університету. Закінчив факультет 1953 року. Закінчив аспірантуру Інституту зоології АН УРСР під керівництвом Івана Підоплічка. 1957 року захистив кандидатську дисертацію, 1970 року —— докторську дисертацію.
Член-кореспондент АН УРСР (з 1978), в 1992 р. було обрано дійсним членом НАН України, Заслужений діяч науки і техніки України; Президент Українського теріологічного товариства.

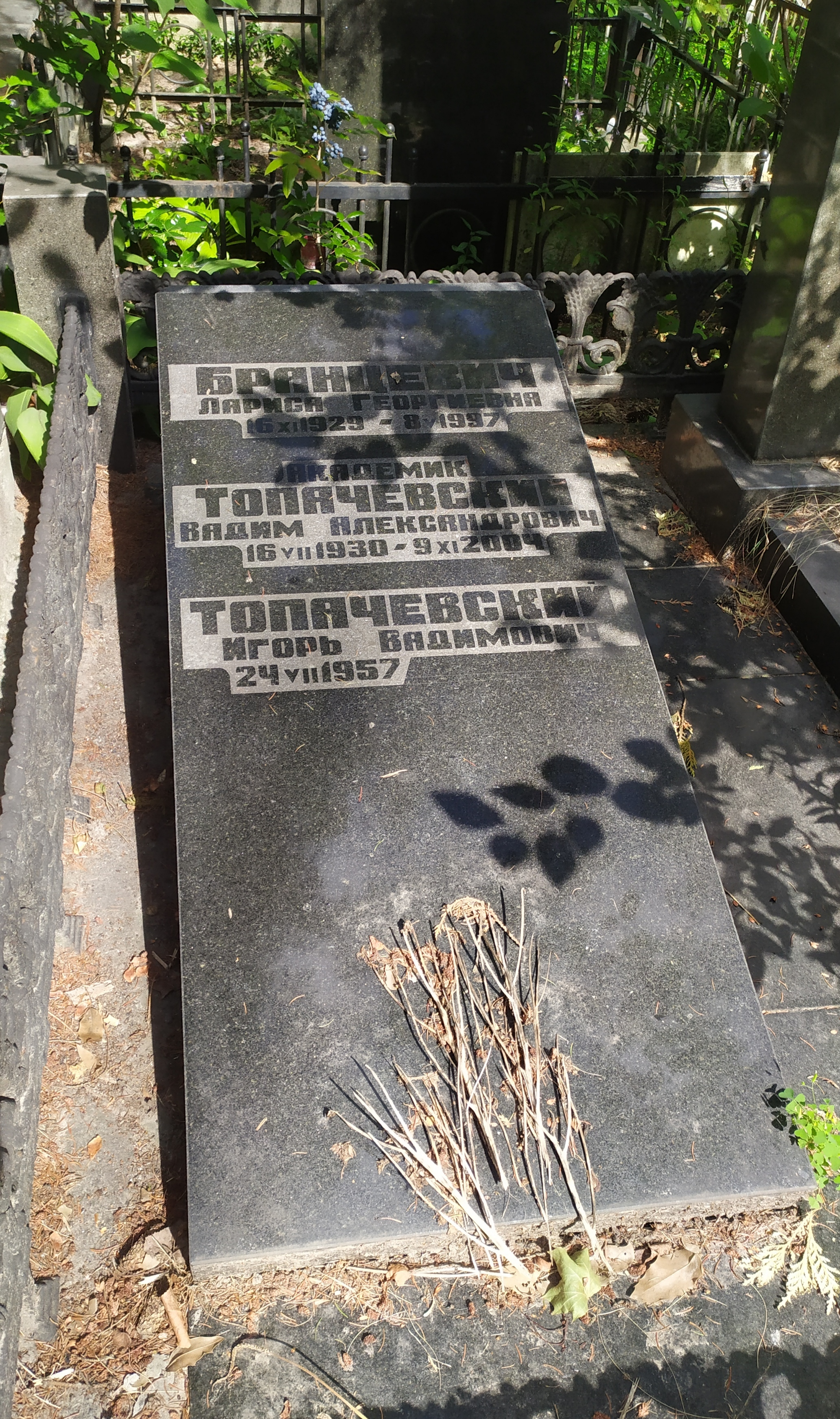
Могила Вадима Топачевського, Байкове кладовище

Співробітник Інституту зоології НАН України, з 1973 його директор. Завідувач відділу палеозоології хребетних і палеонтологічний музей ННПМ НАН України, головний редактор журналу «Вісник зоології». З 1982 року — професор Київського університету.
Пішов з життя 9 листопада 2004 року. Похований на Байковому кладовищі.

### Родина
Батьки — науковці-ботаніки, доктори біологічних наук Марія Макаревич (1906—1989) та Олександр Топачевський (1897—1975). Брат — письменник, сценарист Андрій Топачевський (нар. 1939). Дружина — науковиця-мікробіолог, кандидат біологічних наук Лариса Бранцевич (1929—1997). Син — науковець-геолог Ігор Топачевський.

## Наукова діяльність
Основні роботи вченого з теріології (систематики, філогенії, зоогеографії викопних і сучасних ссавців) та палеонтології (мікропалеотеріологія); автор огляду хохулевих та сліпаків у світовій фауні, праці про пізньопліоценових комахоїдних і гризунів в Україні. В. О. Топачевський є засновником мікропалеотеріологічної школи в Україні.
Цикл монографічних робіт вченого та його учнів у цій галузі відзначено премією ім. І. І. Шмальгаузена НАН України.

### Деякі учні і соратники
- Скорик Олександра Федорівна, теріолог, палеонтолог, еволюціоніст, кандидат біологічних наук
- Рековець Леонід Іванович, теріолог, палеонтолог, еволюціоніст, доктор біологічних наук
- Ємельянов Ігор Георгійович, теріолог, еколог, диверсиколог, доктор біологічних наук
- Семенов Юрій Олексійович, теріолог, палеонтолог, еволюціоніст, кандидат біологічних наук
- Несін Валентин Антонович, теріолог, палеонтолог, еволюціоніст, кандидат біологічних наук
- Іванов Дмитро Вадимович, теріолог, палеонтолог, еволюціоніст, кандидат біологічних наук
- Свистун Володимир Ілліч, теріолог, палеонтолог, еволюціоніст, музеолог, кандидат біологічних наук

### Деякі монографічні праці
- Топачевский В. А. Насекомоядные и грызуны ногайской позднеплиоценовой фауны. — Київ: Наукова думка, 1965. — 164 с.
- Топачевский В. А. Слепышовые (Spacidae) Фауна СССР. Млекопитающие; т. 3, вып.3. — Л.: Наука, 1969. — 248 с.
- Топачевский В. А. Грызуны таманского фаунистического комплекса Крыма. — Київ: Наукова думка, 1973. — 235 с.
- Топачевский В. А., Скорик А Ф. Грызуны раннетоманской фауны Тилигульского разреза.— Киев: Наукова думка, 1977. — 252 с.
- Топачевский В. А., Скорик А. Ф., Рековец Л. И. Грызуны верхненеогеновых и раннеантропогеновых отложений Хаджибейского лимана. — 1987.
- Топачевский В. А., Несин В. А. Грызуны молдавского и хапровского фаунистических комплексов котловинского разреза. — Київ: Наукова думка, 1989. — 134 с.
- Топачевский В. А., Скорик А. Ф. Неогеновые и плейстоценовые низшие хомякообразные юга Восточной Европы — 1992.

## Українське теріологічне товариство
Товариство створено фактично за ініціативою В. Топачевського. Діяльність товариства започатковано у березні (дата не відома) 1982 року, коли було створено Українське відділення Всесоюзного теріологічного товариства АН СРСР. Товариство від початку діяло при Відділенні загальної біології АН УРСР, проте фактично його центром були музейні відділи Інституту зоології АН УРСР, директором якого був Вадим Олександрович. Надалі «музейні відділи» (відділи палеозоології та фауни і систематики хребетних) виокремилися в окрему інституцію — Національний науково-природничий музей, при якому товариство діє дотепер.

### Робота в теріологічному товаристві
Упродовж багатьох років був керівником Українського теріологічного товариства НАН України (до 1991 р. як Українське відділення Всесоюзного теріологічного товариства АН СРСР). Цю роботу він вів у співпраці з президією товариства, до якої входили М. Ковтун (секція морфології), І. Ємельянов (секція екології), В. Крижанівський (секція мисливських звірів), І. Загороднюк (Теріологічна школа), І. Небогаткін (секція медтеріології), секретар товариства — Інна Рогатко (згодом Тетяна Крахмальна). Разом із цією командою Вадим Олександрович зміг налагодити роботу товариства на високому рівні — проводилися тематичні конференції, наради та пленуми в обсязі всього Всесоюзного товариства, започатковано низку ініціатив (Ніч кажанів, Нові імена в теріології) та періодичні і подовжені видання товариства, у тому числі Праці Теріологічної школи (Вадим Олександрович був тривалий час головним редактором цього видання) та бюлетень «Теріологічні новини» (Novitates Theriologicae).

### Видання теріологічного товариства за ред. В.О.Топачевського
Вадим Олександрович був редактором низки наукових видань — як монографій, так і збірників наукових праць. Теріологічні видання в силу його наукової спеціалізації посідали особливе місце. Серед них, зокрема, були:
- 1988. Топачевский В. А. (отв. ред.). Изученность териофауны Украины, ее рациональное использование и охрана: Сборник научных трудов / АН Украинской ССР. Институт зоологии. Украинское отделение Всесоюзного териологического общества. — Київ: Наукова думка, 1988. — 140 с.
- 1993. Топачевский В. А. (отв. ред.). Млекопитающие Украины: Сборник научных трудов / АН України. Інститут зоології. — Київ: Наукова думка, 1993. — 168 с.
- 1998—2002. Праці Теріологічної школи — випуски 1-5 (1998—2002 роки) — як головний редактор.

## Відзнаки
За значні здобутки в галузі палеозоології та теріології Вадим Олександрович був неодноразово відзначений різноманітними почесними грамотами, званнями, преміями, відомчими відзнаками тощо. Серед найважливіших відзнак є такі дві:
- 1991 Почесне звання «Заслуженный деятель науки и техники Украинской ССР»
- 1994 Премія імені Івана Шмальгаузена АН України (за 1993 рік)